# João de Santa Bárbara
João de Santa Bárbara (Rio Grande, ca. 1800 — Porto Alegre, 5 de julho de 1868) foi um sacerdote, educador e político brasileiro.
Foi um dos primeiros educadores de Porto Alegre, em 15 de fevereiro de 1821, instituiu na igreja da Matriz, uma aula publica de filosofia, em 1º de junho iniciou a primeira aula de geometria. Representou o Brasil nas Cortes de Lisboa.
Foi deputado provincial na 2ª Legislatura da Assembleia Legislativa Provincial do Rio Grande do Sul. Ali defendeu o fim do celibato para os padres, causando polêmica em todo país.